# Ground Master 200
Ground Master 200 (GM200) – francuski radar obrony powietrznej.

## Historia
Radar został zaprojektowany przez koncern Thales. Jego głównym zadaniem jest monitorowanie przestrzeni powietrznej oraz wykrywanie wrogich obiektów. Dwóch operatorów zajmuje miejsca w kontenerze ulokowanym na podwoziu ciężarówki Renault 8x8, zestaw zawiera wyposażenie zapewniające mu autonomię przez dobę. Fazowa antena, podnoszona na wysokość 8 metrów, pozwala na wykrywanie obiektów znajdujących się na wysokości do ok. 24 000 m. Załoga potrzebuje 10-15 minut do przygotowania radar do pracy. System został zbudowany z myślą o jego rozwijaniu i dostosowywaniu do bieżących potrzeb pola walki.
Producent wprowadził na rynek modyfikację radaru oznaczoną GM200 MM/A (Multi Mission All-in-one), która zapewnia zasięg od 350 km i wykrywanie obiektów do pułapu  ok. 33 000 m. Jego antena jest zbudowana z 950 elementów aktywnych. Radar w tej wersji może wykrywać niewielkie obiekty (np. bezzałogowe statki powietrzne), cele wykonujące gwałtowne manewry i korzystające z możliwości ukrycia za naturalnymi przeszkodami (np. śmigłowce, rakiety manewrujące). Radar też może wykrywać cele powierzchniowe, tj. statki i małe jednostki pływające.
Wersja oznaczona jako GM200 MM/C jest przeznaczona do obrony powietrznej bliskiego zasięgu oraz jako radar artyleryjski wykrywający nadlatujące pociski artyleryjskie i rakietowe. Z uwagi na specyfikę zastosowania przy jego konstruowaniu położono nacisk na dużą mobilność. Dziewięć radarów w tej wersji zostało zamówione w 2018 r. przez Holenderskie Siły Zbrojne. Kolejne trzy egzemplarze zostały zamówione dla Holandii w 2019 r. W tym samym roku zamówienie na pięć radarów złożyły Norweskie Siły Zbrojne. Kontrakt dla Norwegii zawiera opcję na zakup trzech dodatkowych radarów, ich produkcją zajmie się holenderski oddział grupy Thales (Thales Nederland). Radary dla Norwegii będą zamontowane na podwoziach gąsienicowych transporterów opancerzonych ACSV G5.
W 2023 r. Francja podjęła decyzje o dostarczeniu radarów Ground Master 200 Ukrainie celem wykorzystania ich podczas odpierania inwazji Rosji na Ukrainę.